# Conférence de Kreuznach (9 août 1917)
Vous lisez un « bon article » labellisé en 2020.
Pour les articles homonymes, voir Conférence de Kreuznach.
La conférence de Kreuznach du 9 août 1917 est une conférence gouvernementale allemande destinée à élaborer la réponse du gouvernement du Reich aux propositions faites à Vienne le 1er août 1917 par le ministre austro-hongrois des affaires étrangères Ottokar Czernin en vue de négocier une sortie honorable du conflit. Cette conférence constitue également la première rencontre officielle entre Georg Michaelis, le nouveau chancelier impérial, d'une part, et les deux principaux animateurs du haut-commandement allemand, Erich Ludendorff et Paul von Hindenburg. Lors de cette rencontre, les militaires, s'appuyant sur le procès-verbal de la conférence du 23 avril 1917, tentent d'imposer aux membres du gouvernement civil les buts de guerre qu'ils assignent au conflit.

## Contexte

### Crise dejuillet 1917

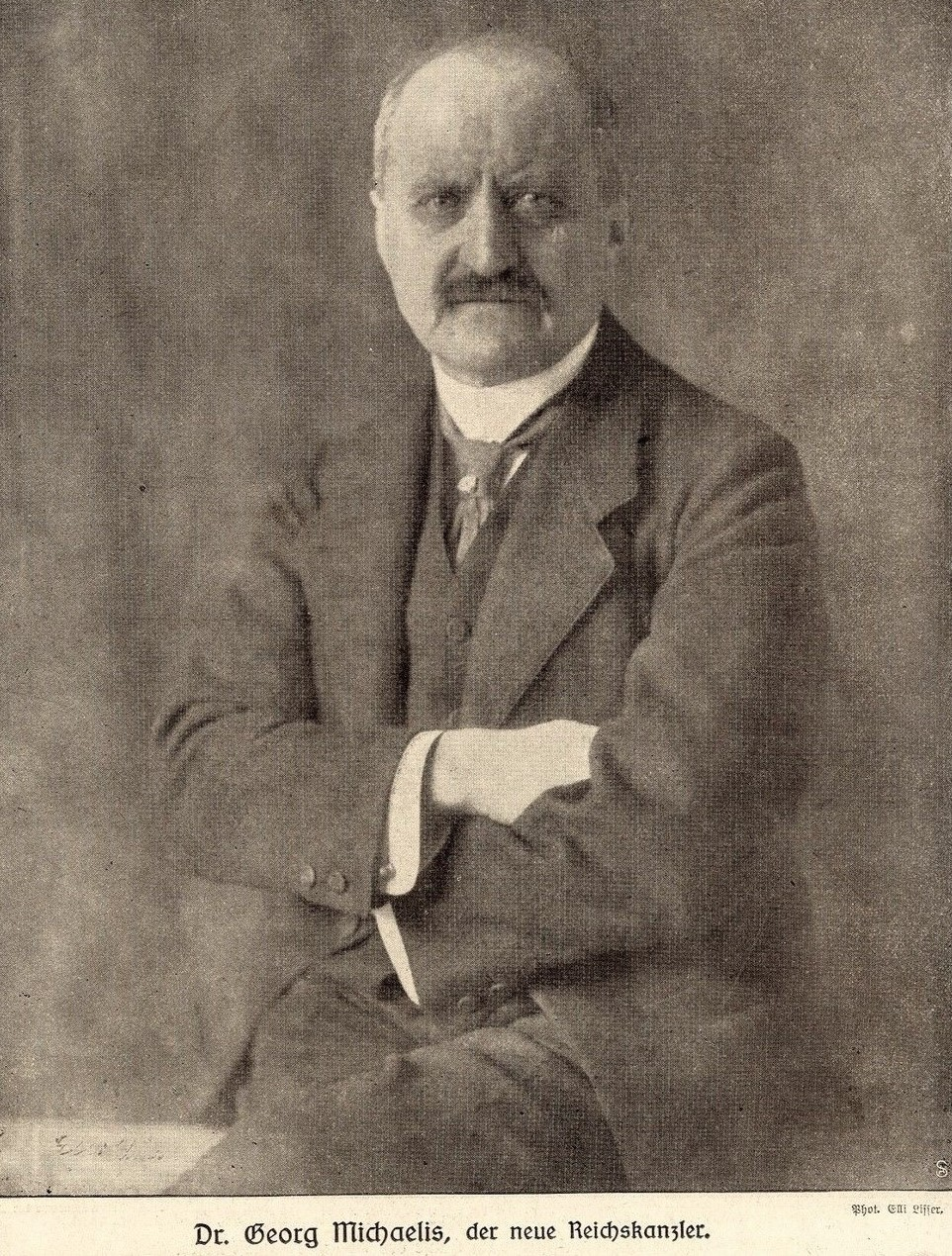
Georg Michaelis est nommé chancelier impérial le 13 juillet 1917.

Succédant à Theobald von Bethmann-Hollweg, démis le 13 juillet, Georg Michaelis apparaît rapidement aux yeux des parlementaires allemands comme un homme de paille des Dioscures Paul von Hindenburg et Erich Ludendorff,, hostiles aussi bien au programme de réformes intérieures qu'aux buts de guerre que défend son prédécesseur.
Au terme d'une sourde lutte d'influence entre une alliance de circonstance constituée par l’Oberste Heeresleitung, le Kronprinz Guillaume et les partis politiques d'une part, et le chancelier impérial Theobald von Bethmann-Hollweg, d'autre part, ce dernier est congédié par Guillaume II. Le chancelier déchu parvient néanmoins à imposer son remplaçant, Georg Michaelis, alors commissaire au ravitaillement au sein du cabinet prussien. Proposé par Georg von Hertling, président du conseil bavarois, il est apprécié pour son franc-parler par Paul von Hindenburg et Erich Ludendorff.
Le chancelier déchu est congédié sur la double question des réformes intérieures, dans le Reich comme en Prusse, et des buts de guerre. La formulation du programme des buts de guerre constitue l'une des causes fondamentales de la dégradation des relations entre les militaires et le chancelier. En effet, aux yeux de Theobald von Bethmann Hollweg, les conclusions de la conférence du 23 avril apparaissent comme une « chimère », qu'il a approuvée en pensant que les buts de guerre définis à cette occasion étaient irréalisables.

### Pourparlers austro-allemands

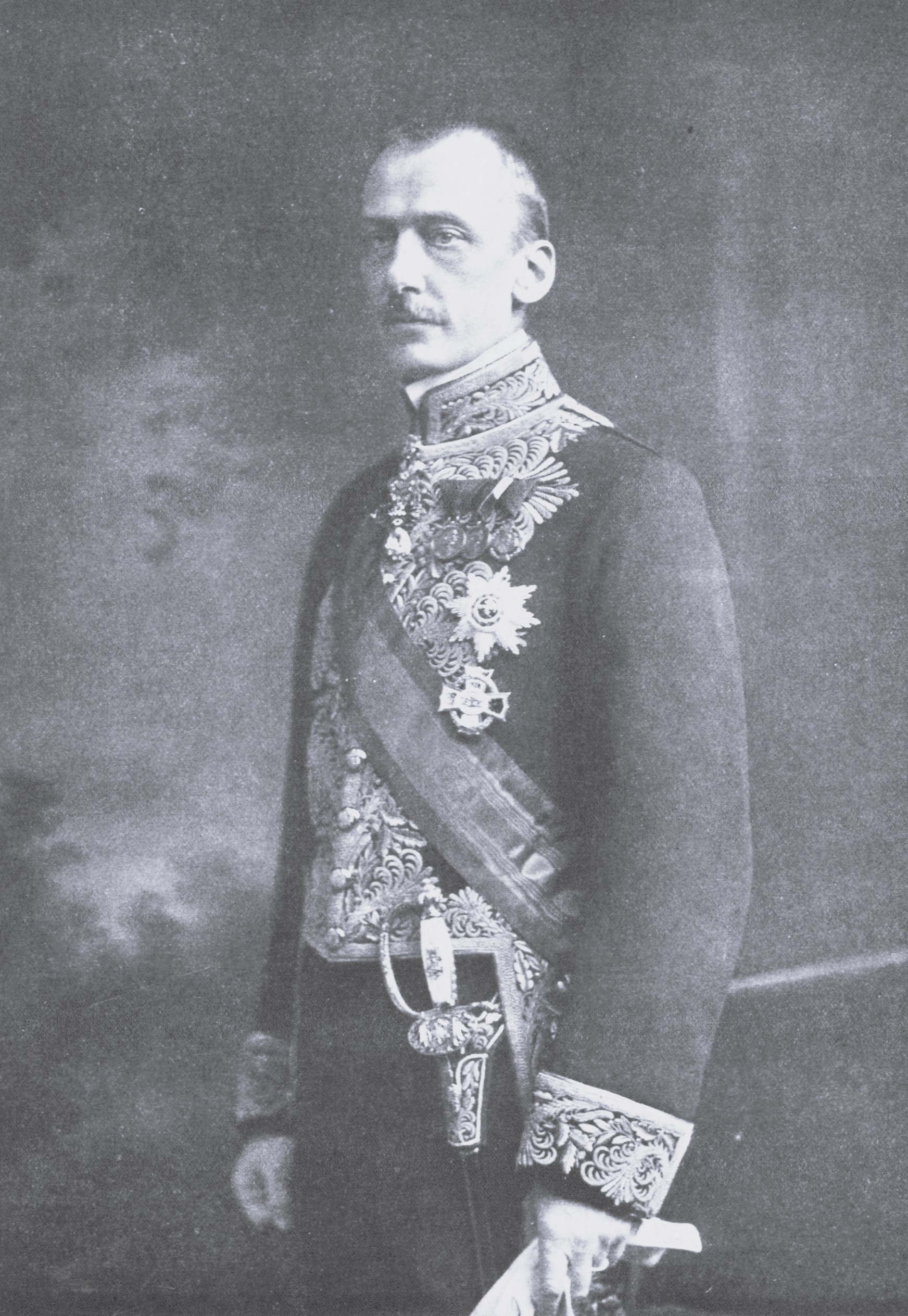
Ottokar Czernin espère obtenir des concessions de ses homologues allemands en les soutenant publiquement.

L'arrivée sur le trône de Charles Ier modifie la nature des liens entre le Reich et la double monarchie austro-hongroise. En effet, le jeune monarque ne suit plus aussi aveuglement que son prédécesseur la politique allemande : la multiplication des contacts pour tenter d'aplanir, souvent sans succès, les différends germano-austro-hongrois, et la volonté d'informer ses interlocuteurs allemands de l'impossibilité pour la double monarchie de poursuivre sa participation au conflit illustrent cette nouvelle vision de l'alliance entre l'Autriche-Hongrie et son partenaire,. Enfin, les tentatives de diplomatie parallèle lancées à l'initiative de l'empereur Charles illustrent également le désir austro-hongrois d'alléger la tutelle du Reich.
Face à cette nouvelle orientation, les Allemands s'opposent catégoriquement à toute initiative austro-hongroise en vue du rétablissement de la paix et réaffirment leur politique orientale, dans les pays baltes, en Pologne et en Ukraine. Ainsi, reprenant les objectifs formulés à Bingen quelques jours plus tôt, les représentants allemands encouragent l'émergence de mouvements séparatistes en Ukraine et dans les pays baltes afin de conférer aux buts de guerre allemands la fiction d'un soutien local significatif. De même, les négociations germano-austro-hongroises visent en réalité à permettre l'intégration de la Pologne, de la Roumanie et de l'Ukraine au vaste ensemble économique sous contrôle du Reich : la marge de manœuvre des plénipotentiaires austro-hongrois, conscients des objectifs allemands, se réduit en réalité à négocier la part d'influence de la double monarchie au sein de la Mitteleuropa sous direction allemande.
Ces négociations aboutissent à renforcer de fait l'alliance germano-austro-hongroise. En effet, Ottokar Czernin tente de faire valoir le point de vue de la double monarchie lors des discussions bilatérales, tout en affectant publiquement une parfaite concordance de vues avec les positions allemandes ; ce positionnement oblige le ministre austro-hongrois à accepter les propositions allemandes lors de chaque manifestation de fermeté de ses interlocuteurs allemands. Ainsi, face à ce rapport de force en réalité de plus en plus défavorable à la double monarchie, Ottokar Czernin garantit la solidité de l'alliance germano-austro-hongroise, qualifiant de « félonie » toute tentative de négociation avec les Alliés.

## Participants
La Conférence est réunie à l'initiative du nouveau chancelier du Reich, Georg Michaelis.
Cette rencontre réunit, sous la présidence du chancelier, le nouveau secrétaire d’État aux affaires étrangères Richard von Kühlmann,, ainsi que les Dioscures, Paul von Hindenburg et Erich Ludendorff, représentants du haut-commandement.

## Discussions

### Divergences sur les buts de guerre
Dès l'ouverture de la conférence, le chancelier accepte les termes de l'« accord de Kreuznach » du 23 avril 1917, imposé par les Dioscures. Préalablement à cet accord, les militaires les rappellent de façon systématique au nouveau chancelier.
Cependant, cet accord sur l'expansion allemande masque des désaccords de forme entre les civils, principalement Richard von Kühlmann, et les militaires. Le nouveau chancelier, novice en matière de politique étrangère, semble hésiter sur la ligne à adopter, mais rapidement se rallie aux militaires. En effet, Erich Ludendorff se montre partisan de nombreuses annexions en Europe, que ce soit en Belgique, en France ou en Pologne.
Les buts de guerres économiques constituent également un point d'achoppement entre les civils et les militaires. En effet, les civils se montrent partisans d'un retour aux pratiques commerciales en vigueur avant le déclenchement du conflit, à savoir la mise en œuvre de la clause de la nation la plus favorisée en Europe, amendée par une priorité accordée aux entreprises allemandes. En effet, les civils considèrent le libre accès au marché mondial comme le principal but de guerre allemand dans le conflit. Ce libre accès serait garanti plus par des accords multilatéraux, voire des unions douanières entre le Reich et ses voisins, donnant accès aux matières premières indispensables au développement économique du Reich. Face à ce programme visant à réinsérer le Reich et ses alliés dans l'économie mondiale, Erich Ludendorff assume pour la première fois un programme économique visant à la mise en place d'une économie autarcique autour du bloc économique de la Mitteleuropa ; dans ce cadre, les annexions qu'il promeut ont pour objectif à la fois de contrôler directement les bassins sidérurgiques lorrains et polonais et de créer des glacis protecteurs pour ces riches régions minières. De plus, le Dioscure envisage également un renforcement des liens politiques et économiques avec les Pays-Bas et son empire, dont les relations avec l'Europe seraient renforcées par de nombreuses bases maritimes allemandes.

### Programme oriental

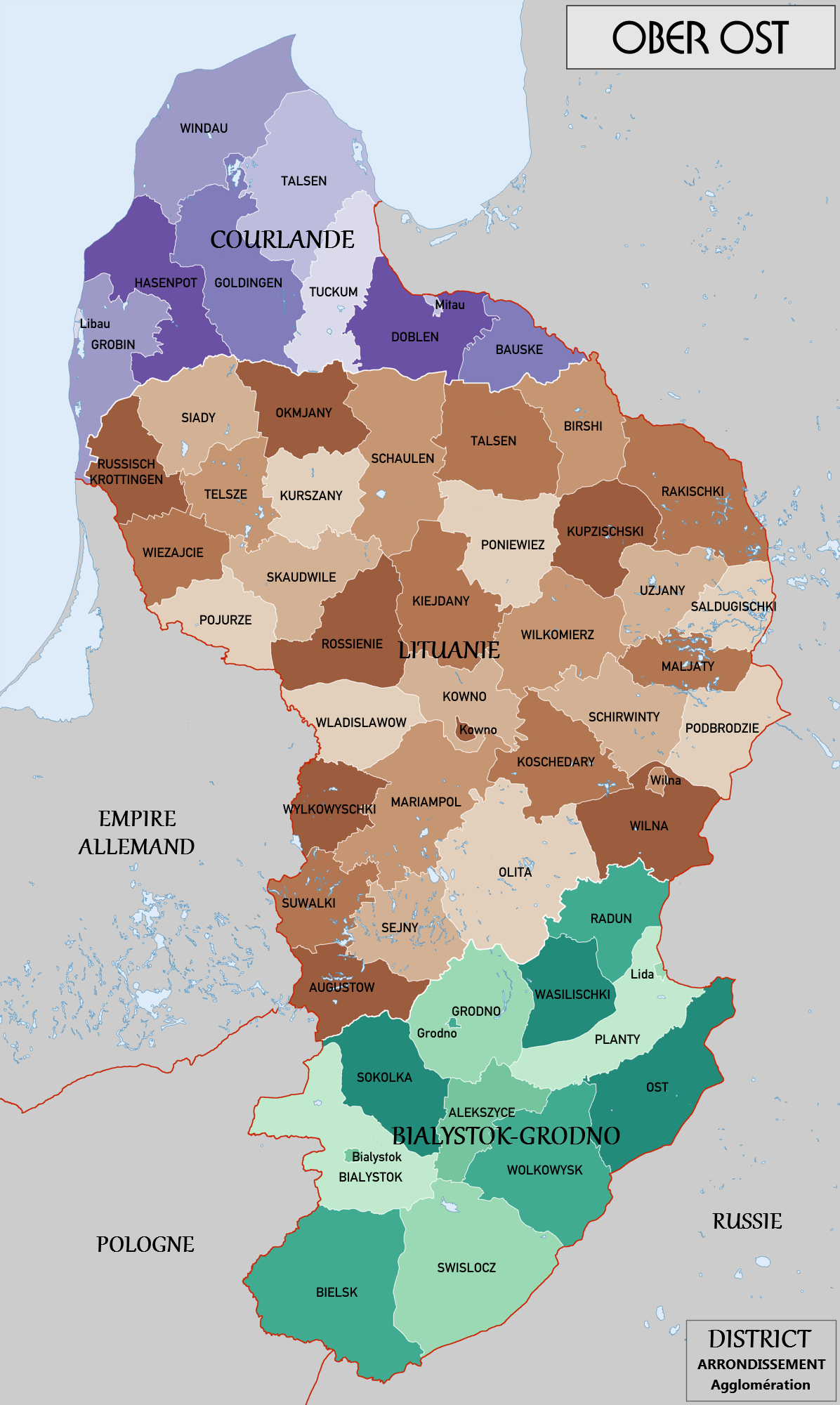
Les territoires administrés par l'Ober Ost sont destinés à être placés sous contrôle allemand après la guerre.

Les participants à la conférence défendent tous une politique expansionniste face à la Russie, alors en pleine décomposition interne ; ainsi, l'Ukraine et les pays baltes, essentiellement les gouvernements d'Estonie, de Livonie et de Courlande doivent, selon, les assistants à la conférence, être détachés de la Russie.
Ainsi, le programme défini à Bingen le 31 juillet est réaffirmé avec force par les Dioscures. Les territoires baltes de l'Empire russe aiguisent l'appétit des participants : l'Estonie, la Livonie, la Courlande et la Lituanie, ainsi que la Finlande doivent intégrer la zone d'influence allemande. Parallèlement à cette expansion septentrionale, le gouvernement et les militaires allemands envisagent également une prise de contrôle de l'Ukraine, de ses richesses agricoles et minières.
Enfin, la question de la Pologne, occupée par le Reich et la double monarchie, est à nouveau débattue entre les participants, qui hésitent entre plusieurs options pour la prise de contrôle de la région, une fois les troupes austro-hongroises retirées de Pologne. Deux options seraient proposées aux interlocuteurs polonais du Reich : soit une annexion par le Reich, dans le cadre d'un nouveau Reichsland, soit une indépendance rendue formelle notamment par la constitution d'un glacis défensif allemand qui s'étendrait jusqu'aux abords de Varsovie,.

### Programme occidental

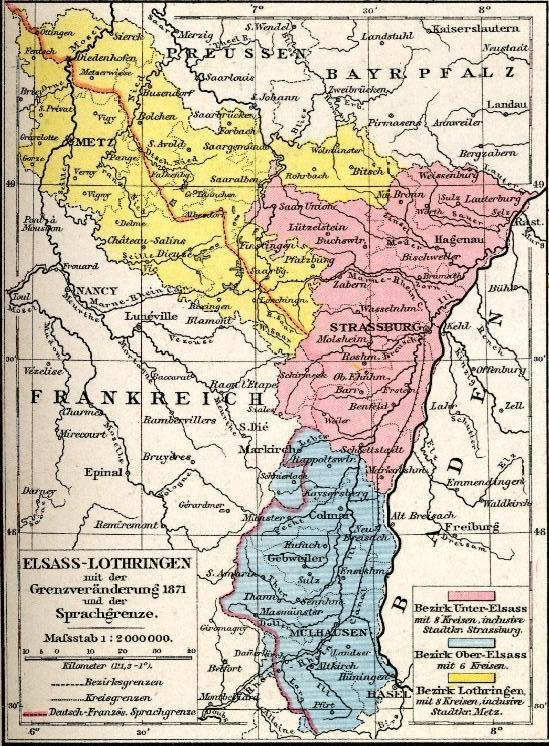
L'Alsace-Lorraine serait érigée en État fédéré au sein du de.

Un accord se fait également sur la question des projets expansionnistes en Europe occidentale, que ce soit en Alsace-Lorraine, en Belgique, au Luxembourg ou en Lorraine française.
Civils et militaires envisagent plusieurs possibilités pour renforcer l'intégration du Reichsland dans le Reich, et plusieurs programmes sont évoqués le 9 août. Une annexion pure et simple au royaume de Prusse constitue, selon les participants, la « meilleure solution » pour intégrer définitivement le Reichsland au sein du Reich, mais elle rencontre l'opposition de la majorité au Reichstag, favorable à la création d'un 26e État fédéré. Pour contourner cette difficulté, les militaires envisagent alors la constitution d'un tel État, mais cette nouvelle entité verrait sa souveraineté intérieure limitée par l'adoption de « certaines mesures économiques et administratives » afin de l'intégrer dans les faits à la Prusse : parmi ces mesures, les Dioscures se montrent partisans de la prise en charge de la compagnie ferroviaire d'Alsace-Lorraine par les chemins de fer prusso-hessois.
La Belgique est elle aussi promise à être dépecée au profit du Reich. Conformément au programme défini en avril, le Reich doit maintenir une force d'occupation sur le territoire belge ; cette occupation, garantie par les traités de paix, doit être de longue durée. De plus, le littoral flamand doit être directement annexé au Reich, tout comme la région de Liège, afin de constituer un glacis protecteur à la région industrielle d'Aix-la-Chapelle. Enfin, pour arrimer économiquement le royaume au Reich, l'administration des chemins de fer prussiens recevrait la gestion du réseau ferré belge.
La région comprenant le Luxembourg et la Lorraine française est conçue par les responsables allemands comme un seul ensemble économique. Influencés par les représentants des industries sidérurgiques, le chancelier et les Dioscures souhaitent intégrer le bassin sidérurgique lorrain au Reich ; dans ce cadre, le bassin minier de Longwy-Briey doit être annexé au Reich et dévolu à la Prusse. Face au scepticisme de Kühlmann, plusieurs solutions sont envisagées : l'annexion pure et simple est envisagée, mais le rachat des participations françaises dans les mines de Lorraine constitue, pour l'ensemble des participants, une solution de repli acceptable, arrimant de fait le bassin sidérurgique lorrain à l'économie allemande.

## Issue

### Maintien des buts de guerre

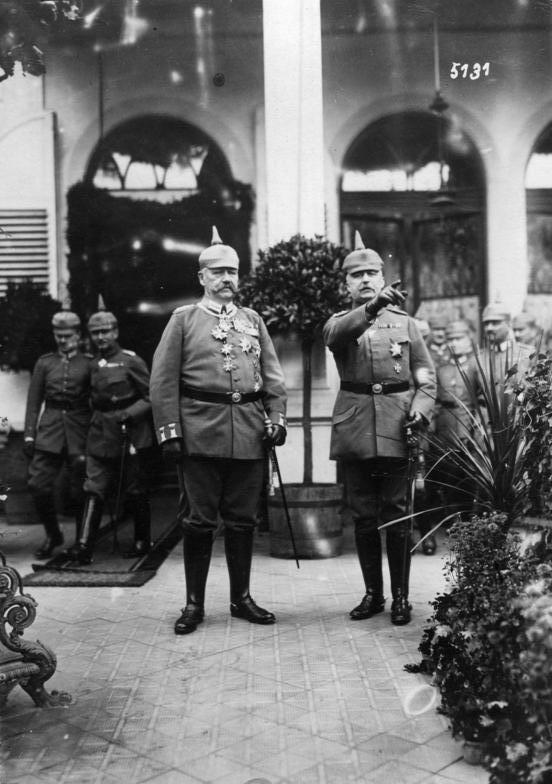
Paul von Hindenburg et Erich Ludendorff défendent un ambitieux programme de buts de guerre.

Les Dioscures, le chancelier et le secrétaire d'État aspirent à la constitution d'un ensemble politique, militaire commercial et économique sous le contrôle du Reich, fortement structuré autour de la quadruplice,.
Ce programme reprend en réalité l'idée de la Mitteleuropa, exposée au nom du gouvernement allemand par Theobald von Bethmann-Hollweg le 9 septembre 1914 dans son programme des buts de guerre. Le 9 août, ce projet est restructuré de façon à être agencé autour du bloc territorial constitué par le Reich et ses alliés : l'alliance militaire doit être doublée par une « alliance économique » permettant la constitution d'un bloc économique « allant de la mer du Nord et de la Baltique jusqu'à la Mer Rouge ».

### Éviction de la double monarchie

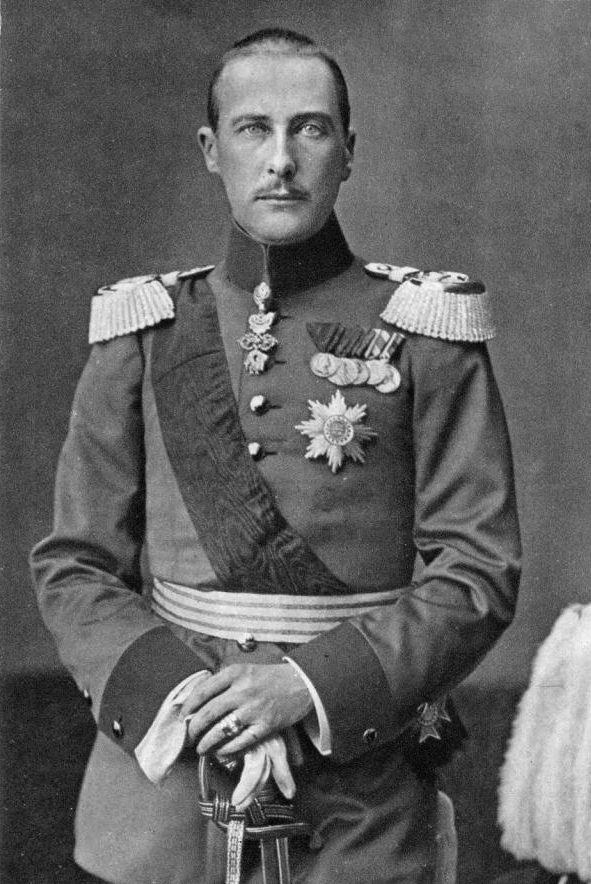
Albrecht de Wurtemberg, pressenti pour être régent du royaume de Pologne.

Durant la conférence, les responsables allemands parviennent à un accord sur la nécessité de placer la double monarchie sous une stricte tutelle politique, économique et militaire. Cette « vassalisation », prend la forme d'une éviction progressive de l'Autriche-Hongrie de l'ensemble des territoires sur lesquels une influence austro-hongroise se fait sentir.
En Pologne, notamment, les Dioscures et le chancelier souhaitent un retrait austro-hongrois de la Pologne russe : les autorités d'occupation austro-hongroises en Pologne doivent ainsi s'effacer au profit des autorités d'occupation allemandes, permettant une réunification de la Pologne durant le conflit. Cette unité se ferait sous un strict contrôle politique allemand, tandis que le gouvernement allemand imposerait comme régent du royaume le duc Albrecht de Wurtemberg.
De plus, pour parvenir à se concilier les séparatistes ukrainiens, le gouvernement du Reich souhaite imposer à son allié de plus en plus affaibli par la prolongation du conflit la cession de la Bukovine et la moitié orientale de la Galicie autrichienne, peuplées en majorité d'Ukrainiens.

### Coordination de la politique expansionniste allemande
Afin de réaliser le vaste programme d'expansion allemande, les responsables allemands aspirent à un strict contrôle de la Belgique et de ses côtes, mais demeurent souples sur les formes de cette domination.
Sur son versant oriental, les participants civils et militaires à la conférence défendent l'opportunité de soutenir l'ensemble des mouvements séparatistes dans les régions baltes et en Ukraine, dans une action coordonnée entre civils et militaires ; Georg Michaelis souhaite l'organisation de manifestations « spontanées » de groupes de pressions organisés en comités « librement élus » et constitués de personnalités favorables aux puissances centrales.
Les États qui en seraient issus ne bénéficieraient que d'une indépendance formelle, tandis que la tutelle allemande se matérialiserait surtout dans les domaines juridique et militaire : le droit mis en place dans ces États serait de simples décalques du droit en vigueur dans le Reich, tandis que leur armée devrait adopter l'ensemble des règlements militaires prussiens.